# Вільям Даллі
Вільям Даллі (англ. William Dally, 22 лютого 1908 — 30 травня 1996) — американський академічний веслувальник.
Олімпійський чемпіон 1928 року в складі вісімки.